# Be Your Side
『Be Your Side』（ビー・ユア・サイド）は、日本のシンガーソングライター・川嶋あいの8枚目のオリジナルアルバム。2015年10月21日にTSUBASA RECORDS（販売元はソニー・ミュージックマーケティング）からリリースされた。

## 解説
前作『Shutter』から1年4ヶ月ぶりのアルバム。シングル曲「とびら」を含む全12曲を収録。
アルバムは初回生産限定盤と通常盤の2形態でリリース。初回生産限定盤には、収録曲「Memorial Seasons」を題材としたオリジナルドラマや、2015年8月に渋谷公会堂で開催されたライブ「ノスタルジック メロディー」のダイジェスト映像などが収録されたDVDが付属する。

## 収録曲
| 全作詞・作曲: 川嶋あい（#6のみ作詞：川嶋あい/寺井広樹）。 |                                                              |                                             |                                             |      |
| #                                                         | タイトル                                                     | 作詞                                        | 作曲・編曲                                  | 時間 |
| 1.                                                        | 「360°」                                                     | 川嶋あい（#6のみ作詞：川嶋あい/ 寺井広樹 ） | 川嶋あい（#6のみ作詞：川嶋あい/ 寺井広樹 ） | 5:13 |
| 2.                                                        | 「Summer's Heaven」                                          | 川嶋あい（#6のみ作詞：川嶋あい/ 寺井広樹 ） | 川嶋あい（#6のみ作詞：川嶋あい/ 寺井広樹 ） | 3:51 |
| 3.                                                        | 「セレナーデ」                                               | 川嶋あい（#6のみ作詞：川嶋あい/ 寺井広樹 ） | 川嶋あい（#6のみ作詞：川嶋あい/ 寺井広樹 ） | 4:02 |
| 4.                                                        | 「Love Letter」                                              | 川嶋あい（#6のみ作詞：川嶋あい/ 寺井広樹 ） | 川嶋あい（#6のみ作詞：川嶋あい/ 寺井広樹 ） | 4:33 |
| 5.                                                        | 「オセロ」                                                   | 川嶋あい（#6のみ作詞：川嶋あい/ 寺井広樹 ） | 川嶋あい（#6のみ作詞：川嶋あい/ 寺井広樹 ） | 4:29 |
| 6.                                                        | 「Memorial Seasons」(絵本『ぼくの天国ポスト』イメージソング) | 川嶋あい（#6のみ作詞：川嶋あい/ 寺井広樹 ） | 川嶋あい（#6のみ作詞：川嶋あい/ 寺井広樹 ） | 4:53 |
| 7.                                                        | 「Challenger」                                               | 川嶋あい（#6のみ作詞：川嶋あい/ 寺井広樹 ） | 川嶋あい（#6のみ作詞：川嶋あい/ 寺井広樹 ） | 4:40 |
| 8.                                                        | 「Tokyo」                                                    | 川嶋あい（#6のみ作詞：川嶋あい/ 寺井広樹 ） | 川嶋あい（#6のみ作詞：川嶋あい/ 寺井広樹 ） | 4:33 |
| 9.                                                        | 「夢枕」                                                     | 川嶋あい（#6のみ作詞：川嶋あい/ 寺井広樹 ） | 川嶋あい（#6のみ作詞：川嶋あい/ 寺井広樹 ） | 3:25 |
| 10.                                                       | 「クローバー」                                               | 川嶋あい（#6のみ作詞：川嶋あい/ 寺井広樹 ） | 川嶋あい（#6のみ作詞：川嶋あい/ 寺井広樹 ） | 5:39 |
| 11.                                                       | 「I Love Your Smile」                                        | 川嶋あい（#6のみ作詞：川嶋あい/ 寺井広樹 ） | 川嶋あい（#6のみ作詞：川嶋あい/ 寺井広樹 ） | 4:58 |
| 12.                                                       | 「とびら」                                                   | 川嶋あい（#6のみ作詞：川嶋あい/ 寺井広樹 ） | 川嶋あい（#6のみ作詞：川嶋あい/ 寺井広樹 ） | 4:49 |
| 合計時間:                                                 | 合計時間:                                                    | 55:09                                       |                                             |      |

| #  | タイトル                                                                | 作詞 | 作曲・編曲 |
| -- | ----------------------------------------------------------------------- | ---- | ---------- |
| 1. | 「Memorial Seasons Short Movie」                                        |      |            |
| 2. | 「I Love Your Smile」(Ai Kawashima Concert "ノスタルジック メロディー") |      |            |
| 3. | 「とびら」(Ai Kawashima Concert "ノスタルジック メロディー")            |      |            |

## 曲解説
Memorial Seasons
作家・志茂田景樹と「涙活」プロデューサー・寺井広樹による絵本『ぼくの天国ポスト』のイメージソングとして書き下ろされた。
2015年7月22日に開催された涙活プロジェクト主催イベント「tp bank fes」で初披露された。
I Love Your Smile
リリース以前からライブで披露されていた楽曲。
正式なタイトルは、最後にカエルの顔の絵が描かれている。